# Joshua Logan
Joshua Logan (Texarkana, Texas, 5 d'octubre de 1908 - Nova York, 12 de juliol de 1988) fou un director de cinema i guionista estatunidenc.
Els films de Joshua Logan han contribuït a incrementar la mitologia cinematogràfica a través d'una relació de seqüències o escenes de grat record en la memòria de l'aficionat, com la de Marilyn Monroe cantant en els locals de Phoenix a Bus Stop, Lee Marvin interpretant la cançó Estrella errant a Paint your Wagon, o la primera trobada entre Vanessa Redgrave i Franco Nero a Camelot.

## Biografia
Es va iniciar en el món artístic a la Universitat de Princeton, on va fundar i dirigir el grup de teatre University Players, entre els components es trobaven uns joves Henry Fonda, James Stewart, Margaret Sullavan i Barbara O'Neill, actriu amb la qual es va casar. A començaments dels anys 30, Logan es va traslladar a estudiar teatre a Moscou, on va rebre classes de Konstantín Stanislavski, el famós creador del mètode aplicat a l'Actors Studio, abans de la seva graduació el 1931.
A la meitat de la dècada va sobresortir com a director i escriptor teatral a Broadway. Els seus primers passos en el cinema també es van produir a mitjans dels anys 30 quan es traslladà a Hollywood, treballant al costat de David O. Selznick com a dialoguista per a pel·lícules com The Garden of Allah (1936) o History is Made at Night (1937). Quan va tornar a Broadway, va dirigir diverses obres de teatre, la primera Borouied True (1937), fins que el servei militar va interrompre la seva carrera durant la Segona Guerra Mundial, quan va anar a combatre amb l'exèrcit d'aire.
El 1938 va debutar com a director amb I Met My Love Again (1938), protagonitzat per Joan Bennett i el seu amic Henry Fonda, una funcional història basada en un triangle amorós tocant entre la comèdia i el melodrama que va codirigir el novaiorquès Arthur Ripley, que també era la seva òpera prima. Després d'aquest títol no tornaria a dirigir a Hollywood fins als anys 50. Després del conflicte bèl·lic i del divorci de Barbara O'Neill, Logan es casà amb l'actriu Nedda Harrington. Logan va continuar dirigint teatre a Broadway, guanyant el Premi Pulitzer i el Premi Tony el 1950, per l'obra South Pacific. El principal mitjà artístic de Joshua Logan, que solia patir freqüents trastorns nerviosos que el mantenien allunyat de les seves tasques, va ser el teatre, triomfant a Broadway amb obres com Pícnic, Fanny o Mr. Roberts. Precisament amb aquest últim títol, escrit també per Logan, va retornar al cinema l'any 1955 codirigint sense acreditar al costat de Mervyn LeRoy i John Ford la pel·lícula protagonitzada per Henry Fonda, James Cagney i Jack Lemmon Mister Roberts (1955). Bàsicament, els seus posteriors films també es plantegen en funció de les relacions i les crisis de parella, aportant unes dosis de sensualitat infreqüents en el panorama cinematogràfic americà de l'època.
Logan era un acceptable artesà i un destacat director d'actors, que en la seva breu filmografia va arribar a abordar diferents gèneres, tot i que la seva predilecció eren els espectacles de caràcter musical derivats d'obres teatrals. El 1955 va estrenar l'adaptació cinematogràfica de Pícnic, versió de l'obra de William Ingle que comptava amb el protagonisme de Kim Novak, William Holden i Rosalind Russell. Logan va convertir a la pràcticament debutant Kim Novak en el mite eròtic que va despertar la curiositat d'Alfred Hitchcock o Richard Quine, els directors que l'acabarien consagrant en el medi cinematogràfic. Pel seu treball va ser nominat al premi Oscar al millor director, guardó que va acabar recaient en Delbert Mann per Marty, film que també va rebre l'Oscar a la millor pel·lícula, premi al qual també optava Pícnic.

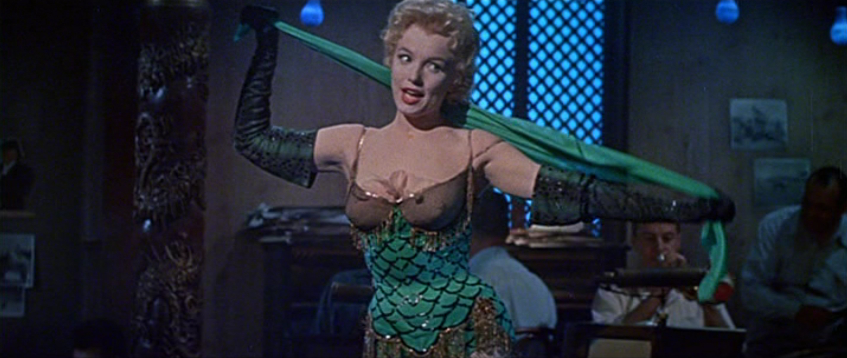
Marilyn Monroe a Bus Stop

La seva tercera pel·lícula com a director acreditat va ser Bus Stop (1956), una comèdia protagonitzada per Marilyn Monroe i Don Murray que tornava a adaptar amb brillantor a William Ingle. El mateix any de l'estrena de Picnic, Billy Wilder va realitzar The Seven Year Itch (1955). L'èxit del film va encoratjar a la Fox per rodar Bus Stop, amb un equip tècnic pràcticament idèntic -el músic Alfred Newman, la fotografia en Cinemascope de Milton Krasner i un guió de George Axelrod- i, novament, la presència de Marilyn Monroe, en el seu sempitern paper d'ingènua, una cantant anomenada Cherrie, que se sent atreta per un rude vaquer (Don Murray) a la capital d'Arizona. Joshua Logan i Marilyn Monroe sembla que no van congeniar en excés, però els problemes de rodatge no van impedir que el film es posés en un dels primers llocs de la taquilla de la temporada.
Aquest magnífic decenni per a la seva carrera professional va acabar amb Sayonara (1957), drama romàntic ambientat en la Guerra de Corea que traslladava a la pantalla un llibre de James Michener amb el protagonisme principal de Marlon Brando, i South Pacific (1959), un musical amb rerefons bèl·lic que comptava amb Rossano Brazzi i Mitzi Gaynor que adaptava la seva pròpia obra teatral. Sayonara va tornar a ser candidata a l'Oscar, igual que Logan com a millor director.
Tall Story (1960), comèdia amb Anthony Perkins i Jane Fonda, basada en la novel·la de Howard Nemerov, Fanny (1961), versió cinematogràfica de la seva pròpia obra de teatre, Ensign Pulver (1964), musical sobre el rei Artús amb Richard Harris, Vanessa Redgrave i Franco Nero, i Paint your Wagon (1969), musical ambientat en el western amb el protagonisme de Lee Marvin, Clint Eastwood i Jean Seberg, van ser les seves últimes pel·lícules. Per Fanny va rebre una nominació a l'Oscar en la categoria de millor pel·lícula.
A finals dels anys 60 Joshua Logan es va retirar del cinema, possiblement prevenint el tràgic desenllaç de la comèdia musical, i va decidir tornar al teatre i escriure un llibre auto biogràfic
que recollia totes les seves experiències tant en el teatre com en el cinema. Moria el 12 de juliol de 1988 a la ciutat de Nova York a l'edat de 79 anys.